# Język pukina
Język pukina (puquina) – wymarły autochtoniczny język, używany do XIX wieku wokół jeziora Titicaca, czyli na terenach Peru i Boliwii.
Słownictwo tajnego języka mieszanego – kallawaja, bazuje głównie na języku pukina. 
Pukina uważany jest za język kultury Tiahuanaco. 
Sugeruje się pokrewieństwo z językami arawackimi.